# Bandy-Weltmeisterschaft 2006
| WM 2006 Schweden | WM 2006 Schweden   |
| ---------------- | ------------------ |
| Gold             | Russland           |
| Silber           | Schweden           |
| Bronze           | Finnland           |
| 4.               | Kasachstan         |
| 5.               | Norwegen           |
| 6.               | Belarus            |
| 7.               | Vereinigte Staaten |
| 8.               | Kanada             |
| 9.               | Ungarn             |
| 10.              | Niederlande        |
| 11.              | Mongolei           |
| 12.              | Estland            |

Die 26. Bandy-Weltmeisterschaft fand vom 28. Januar bis 5. Februar 2006 in Schweden statt. Spielorte waren Eskilstuna, Gustavsberg, Katrineholm, Linköping, Oxelösund, Stockholm und Västerås. Im Finale auf dem Stockholmer Zinkensdamms Idrottsplats gewann Russland mit 3:2 gegen Schweden. Bronze gewann Finnland durch ein 7:4 über Kasachstan im kleinen Finale.
Die B-Weltmeisterschaft wurde vom 1. bis 4. Februar in Gustavsberg und Stockholm ausgetragen. 

## Teilnehmende Mannschaften
|             | A-Weltmeisterschaft | A-Weltmeisterschaft | A-Weltmeisterschaft |  | B-Weltmeisterschaft | B-Weltmeisterschaft | B-Weltmeisterschaft |
| Europa      | Finnland            | Russland            | Weißrussland        |  | Ungarn              | Niederlande         | Estland             |
|             | Norwegen            | Schweden            |                     |  |                     |                     |                     |
| Nordamerika |                     |                     |                     |  | Kanada              | Vereinigte Staaten  |                     |
| Asien       | Kasachstan          |                     |                     |  | Mongolei            |                     |                     |

## A-Weltmeisterschaft

### Vorrunde
| Pl. |            | Sp | S | U | N | Tore  | Diff | Punkte |
| 1.  | Russland   | 5  | 5 | 0 | 0 | 52:14 | +38  | 10     |
| 2.  | Finnland   | 5  | 4 | 0 | 1 | 32:16 | +16  | 8      |
| 3.  | Schweden   | 5  | 3 | 0 | 2 | 41:14 | +27  | 6      |
| 4.  | Kasachstan | 5  | 2 | 0 | 3 | 31:50 | −19  | 4      |
| 5.  | Norwegen   | 5  | 1 | 0 | 4 | 28:36 | −8   | 2      |
| 6.  | Belarus    | 5  | 0 | 0 | 5 | 12:66 | −54  | 0      |

| 28. Januar 2006, 10:00 Uhr | Norwegen     | 2:12 (1:9) | Russland     | Zirkendamms Idrottsplats, Stockholm 512 Zuschauer  |
| 28. Januar 2006, 14:00 Uhr | Schweden     | 14:1 (7:0) | Kasachstan   | Zirkendamms Idrottsplats, Stockholm 2739 Zuschauer |
| 28. Januar 2006, 17:00 Uhr | Weißrussland | 1:13 (8:0) | Finnland     | Zirkendamms Idrottsplats, Stockholm 115 Zuschauer  |
| 29. Januar 2006, 12:00 Uhr | Norwegen     | 17:2 (7:0) | Weißrussland | Isstadion, Eskilstuna 672 Zuschauer                |
| 29. Januar 2006, 13:15 Uhr | Kasachstan   | 3:21 (2:9) | Russland     | Backavallen, Katrineholm 443 Zuschauer             |
| 29. Januar 2006, 15:00 Uhr | Schweden     | 4:5 (1:4)  | Finnland     | Isstadion, Eskilstuna 3150 Zuschauer               |
| 30. Januar 2006, 16:30 Uhr | Kasachstan   | 10:4 (4:2) | Norwegen     | Ramdalens Idrottsplats, Oxelösund 579 Zuschauer    |
| 30. Januar 2006, 19:30 Uhr | Weißrussland | 1:13 (1:6) | Schweden     | Ramdalens Idrottsplats, Oxelösund 1417 Zuschauer   |
| 31. Januar 2006, 19:00 Uhr | Finnland     | 1:5 (0:3)  | Russland     | Ekvallen, Gustavsberg 2011 Zuschauer               |
| 1. Februar 2006, 13:00 Uhr | Weißrussland | 4:14 (2:9) | Kasachstan   | Rocklunda Idrottsplats, Västerås 201 Zuschauer     |
| 1. Februar 2006, 16:30 Uhr | Norwegen     | 3:6 (1:2)  | Finnland     | Rocklunda Idrottsplats, Västerås 689 Zuschauer     |
| 1. Februar 2006, 19:30 Uhr | Russland     | 5:4 (1:4)  | Schweden     | Rocklunda Idrottsplats, Västerås 3593 Zuschauer    |
| 2. Februar 2006, 13:00 Uhr | Russland     | 9:4 (4:0)  | Weißrussland | Zirkendamms Idrottsplats, Stockholm ? Zuschauer    |
| 2. Februar 2006, 16:30 Uhr | Finnland     | 7:3 (5:0)  | Kasachstan   | Zirkendamms Idrottsplats, Stockholm 347 Zuschauer  |
| 2. Februar 2006, 19:30 Uhr | Schweden     | 6:2 (4:1)  | Norwegen     | Zirkendamms Idrottsplats, Stockholm 1820 Zuschauer |

### Endrunde

#### Halbfinale
| 4. Februar 2006, 12:00 Uhr | Russland | 13:3 (8:0) | Kasachstan | Isstadion, Eskilstuna 250 Zuschauer              |
| 4. Februar 2006, 15:45 Uhr | Schweden | 3:1 (1:1)  | Finnland   | Stångebro Idrottsplats, Linköping 3115 Zuschauer |

#### Kleines Finale
| 5. Februar 2006, 10:30 Uhr | Finnland | 7:4 (4:1) | Kasachstan | Zirkendamms Idrottsplats, Stockholm 2397 Zuschauer |

#### Finale
| 5. Februar 2006, 14:00 Uhr | Russland | 3:2 (2:1) | Schweden | Zirkendamms Idrottsplats, Stockholm ? Zuschauer |

## B-Weltmeisterschaft

### Vorrunde
| Pl. |                    | Sp | S | U | N | Tore  | Diff | Punkte |
| 1.  | Vereinigte Staaten | 5  | 5 | 0 | 0 | 50:2  | +48  | 10     |
| 2.  | Kanada             | 5  | 4 | 0 | 1 | 21:4  | +17  | 8      |
| 3.  | Ungarn             | 5  | 3 | 0 | 2 | 10:16 | −6   | 6      |
| 4.  | Niederlande        | 5  | 2 | 0 | 3 | 7:27  | −20  | 4      |
| 5.  | Mongolei           | 5  | 1 | 0 | 4 | 4:27  | −23  | 2      |
| 6.  | Estland            | 5  | 0 | 0 | 5 | 6:22  | −16  | 0      |

| 1. Februar 2006, 9:00 Uhr  | Mongolei           | 4:3 (0:1)  | Estland            | Ekvallen, Gustavsberg 215 Zuschauer               |
| 1. Februar 2006, 11:00 Uhr | Vereinigte Staaten | 10:1 (6:1) | Ungarn             | Ekvallen, Gustavsberg 195 Zuschauer               |
| 1. Februar 2006, 13:00 Uhr | Niederlande        | 0:9 (0:6)  | Kanada             | Ekvallen, Gustavsberg 157 Zuschauer               |
| 1. Februar 2006, 15:00 Uhr | Vereinigte Staaten | 8:0 (5:0)  | Estland            | Ekvallen, Gustavsberg 128 Zuschauer               |
| 1. Februar 2006, 17:00 Uhr | Ungarn             | 0:3 (0:2)  | Kanada             | Ekvallen, Gustavsberg 64 Zuschauer                |
| 1. Februar 2006, 19:00 Uhr | Mongolei           | 0:3 (0:1)  | Niederlande        | Ekvallen, Gustavsberg 157 Zuschauer               |
| 2. Februar 2006, 9:00 Uhr  | Mongolei           | 0:14 (0:7) | Vereinigte Staaten | Ekvallen, Gustavsberg 273 Zuschauer               |
| 2. Februar 2006, 11:00 Uhr | Niederlande        | 1:3 (1:1)  | Ungarn             | Ekvallen, Gustavsberg 204 Zuschauer               |
| 2. Februar 2006, 13:00 Uhr | Estland            | 0:4 (0:1)  | Kanada             | Ekvallen, Gustavsberg 198 Zuschauer               |
| 2. Februar 2006, 15:00 Uhr | Vereinigte Staaten | 14:0 (6:0) | Niederlande        | Ekvallen, Gustavsberg 198 Zuschauer               |
| 2. Februar 2006, 17:00 Uhr | Ungarn             | 3:2 (1:1)  | Estland            | Ekvallen, Gustavsberg 111 Zuschauer               |
| 2. Februar 2006, 19:00 Uhr | Kanada             | 4:0 (0:0)  | Mongolei           | Ekvallen, Gustavsberg 245 Zuschauer               |
| 3. Februar 2006, 15:00 Uhr | Estland            | 1:3 (1:2)  | Niederlande        | Zirkendamms Idrottsplats, Stockholm 134 Zuschauer |
| 3. Februar 2006, 17:00 Uhr | Ungarn             | 3:0 (3:0)  | Mongolei           | Zirkendamms Idrottsplats, Stockholm 451 Zuschauer |
| 3. Februar 2006, 19:00 Uhr | Kanada             | 1:4 (1:2)  | Vereinigte Staaten | Zirkendamms Idrottsplats, Stockholm 312 Zuschauer |

### Platzierungsspiele

#### Spiel um Platz 10
| 4. Februar 2006, 9:00 Uhr | Niederlande | 4:3 (3:0) | Mongolei | Ekvallen, Gustavsberg 103 Zuschauer |

#### Spiel um Platz 8
| 4. Februar 2006, 11:00 Uhr | Kanada | 5:0 (1:0) | Ungarn | Ekvallen, Gustavsberg 122 Zuschauer |

## Relegationsspiel
| 4. Februar 2006, 13:00 Uhr | Weißrussland | 3:2 (2:1) | Vereinigte Staaten | Ekvallen, Gustavsberg 168 Zuschauer |

## Scorerwertungen

### A-Weltmeisterschaft
| Pl. |                        | T  | V | P  |
| 1.  | Sergei Lomanow         | 11 | 8 | 19 |
| 2.  | Sergei Obuchow         | 13 | 2 | 15 |
| 3.  | Wjatscheslaw Bronnikow | 11 | 1 | 12 |
| 4.  | Patrik Nilsson         | 9  | 2 | 11 |
| 4.  | Rinat Schamsutow       | 4  | 7 | 11 |
| 6.  | David Karlsson         | 10 | 0 | 10 |
| 6.  | Jewgeni Iwanuschkin    | 8  | 2 | 10 |
| 6.  | Påhl Hanssen           | 7  | 3 | 10 |
| 9.  | Christer Lystad        | 4  | 5 | 9  |
| 9.  | Maxim Tschermnych      | 3  | 6 | 9  |

### B-Weltmeisterschaft
| Pl. |                  | T | V | P  |
| 1.  | Steve Nelson     | 8 | 5 | 13 |
| 2.  | Jasper Felder    | 4 | 8 | 12 |
| 3.  | Rick Haney       | 6 | 3 | 9  |
| 3.  | Sam Martin       | 4 | 5 | 9  |
| 5.  | Erick Kyllonen   | 5 | 3 | 8  |
| 5.  | Chris Preiss     | 7 | 1 | 8  |
| 7.  | András Kordisz   | 5 | 1 | 6  |
| 8.  | Alex Seitz       | 0 | 5 | 5  |
| 9.  | Ben Schoff       | 3 | 1 | 4  |
| 9.  | Brandon Ellement | 4 | 0 | 4  |